# Švýcarsko na Letních olympijských hrách 1896
Švýcarsko se účastnilo Letní olympiády 1896 v řeckých Athénách. Zastupovalo ho 3 muži ve 2 sportech.

## Medailisté
| Medaile | Jméno        | Sport                | Soutěž         |
| ------- | ------------ | -------------------- | -------------- |
| Zlato   | Louis Zutter | Sportovní gymnastika | Muži kůň našíř |
| Stříbro | Louis Zutter | Sportovní gymnastika | Muži bradla    |
| Stříbro | Louis Zutter | Sportovní gymnastika | Muži přeskok   |